# Tarko-Sale
Tarko-Sale (rusky Тарко-Сале) je okresní město v Purovském okrese v Jamalo-něneckém autonomním okruhu v Ruské federaci. Žije zde 19 932 obyvatel (2023).

## Geografie
Tarko-Sale se nachází v Západosibiřské rovině, asi 550 km východně od Salechardu a 140 km jižně od Nového Urengoje. Město leží na pravém břehu řeky Pjakupur v rovinaté oblasti, v jeho okolí je bažinaté území a mnoho jezer. Převládá zde lesotundra a podél řeky jehličnaté lesy.

## Etymologie
Název města je z něnečtiny a znamená Mys na rozcestí případně Mys mezi dvěma řekami.

## Historie
Tarko-Sale je jedním z nejstarších míst na Jamale. V roce 1932 zde byla založena osada, která se rozrostla zejména s objevem zásob ropy a zemního plynu v regionu v 70. letech 20. století. Osada se od počátku vyvíjela chaoticky, bez jednotného plánu. Všechny stavby byly postaveny ze dřeva jako dočasné.
Již při založení osady zde v roce 1932 vznikla malá lékařská klinika, která se v roce 1935 změnila na okresní nemocnici a v roce 1949 byla přeměněna na centrální okresní nemocnici.
V roce 1976 Tarko-Sale získalo status sídla městského typu.
V 80. a 90. letech začala ve městě rozsáhlá investiční výstavba. Nejvýznamnějšími objekty z tohoto období jsou kulturní a sportovní areál Geolog, hotel Geopur, První Škola a poliklinika. Dne 23. března 2004 získalo Tarko-Sale městská práva.
Na jaře 2022 začala výstavba nových bytových domů v jižní části města, do roku 2023 zde mělo být 880 nových bytů pro 3 000 obyvatel. Výstavba se ale protáhla, prvních 27 bytů bylo předáno až v červenci 2024, do konce roku bylo předáno dalších 350 bytů.

## Vývoj počtu obyvatel
| Rok  | Obyvatel |
| ---- | -------- |
| 1939 | 423      |
| 1979 | 6 216    |
| 1989 | 17 400   |
| 2000 | 18 300   |
| 2021 | 21 664   |
| 2023 | 19 932   |

## Ekonomika a infrastruktura
Hlavním průmyslovým odvětvím města je těžba a zpracování zemního plynu. Sídlí zde společnost Novatek, po Gazpromu druhý největší těžař zemního plynu v Rusku.
Asi 10 km západně od města je železniční stanice Purovsk na železnici Ťumeň - Surgut - Novyj Urengoj, která byla v tomto úseku otevřena v roce 1985.
Přes pontonový most bylo město spojeno silnicí se Surgutem a Novým Urengojem. Dne 1. září 2013 byl přes řeku Pjakupur otevřen nový silniční most pro celoroční využití.
Na řece je ve městě také malý říční přístav.
Město má své vlastní letiště s pravidelnými leteckými linkami do měst Ťumeně a Salechardu a vrtulníky do osad Krasnoselkup a Tolka.

## Galerie

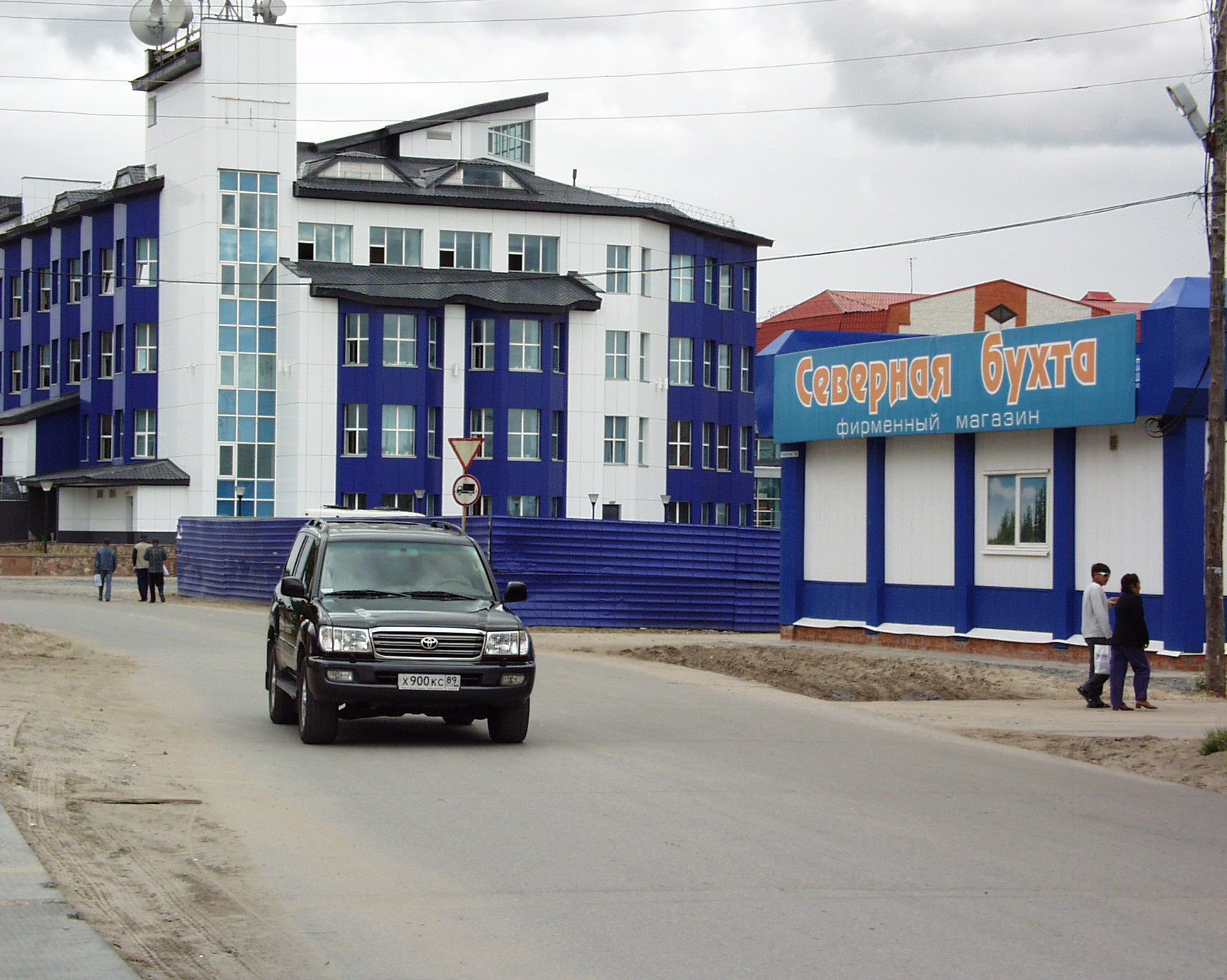
Obchod Severnaja Buchta (2007)
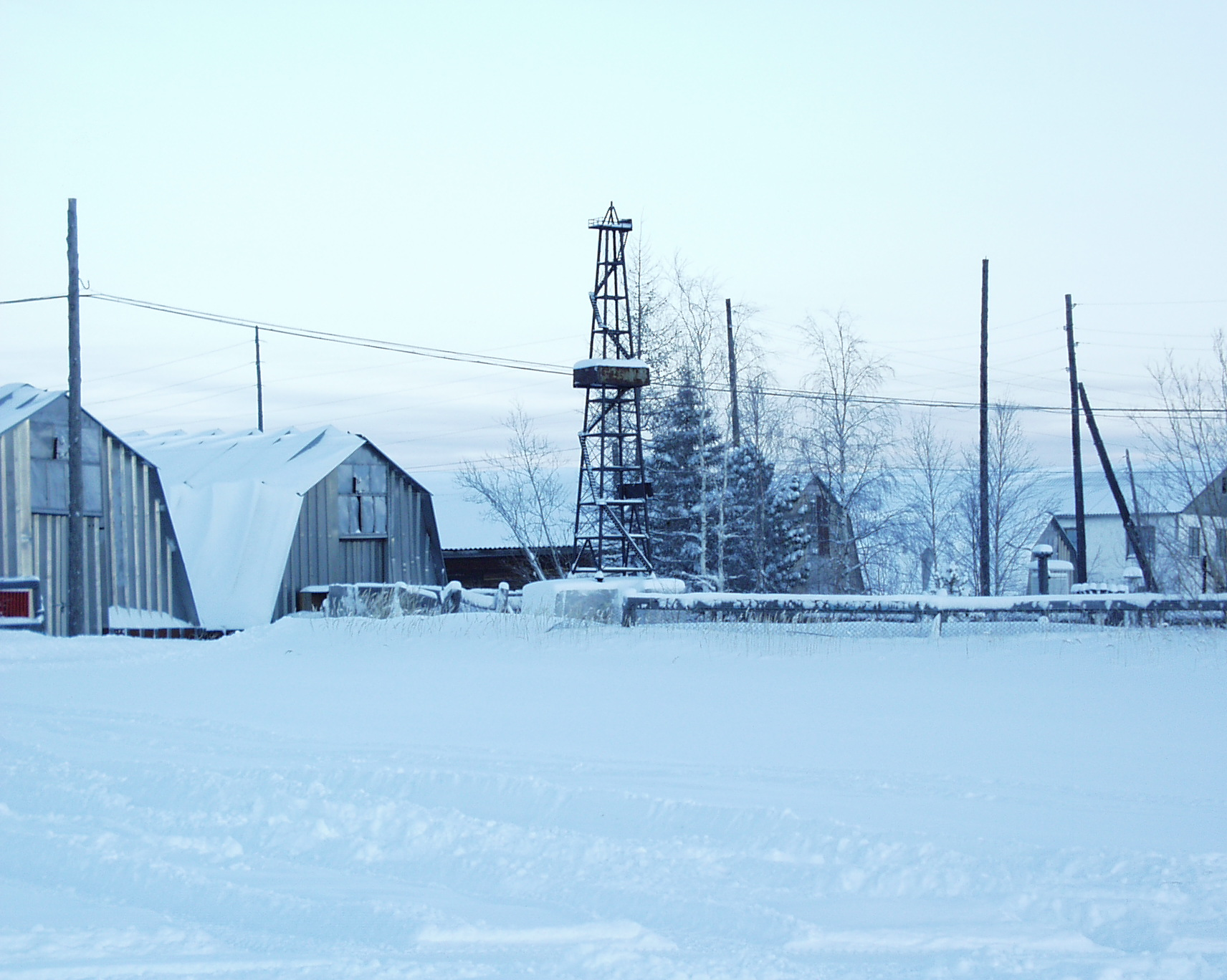
Městský památník geologů (2000)
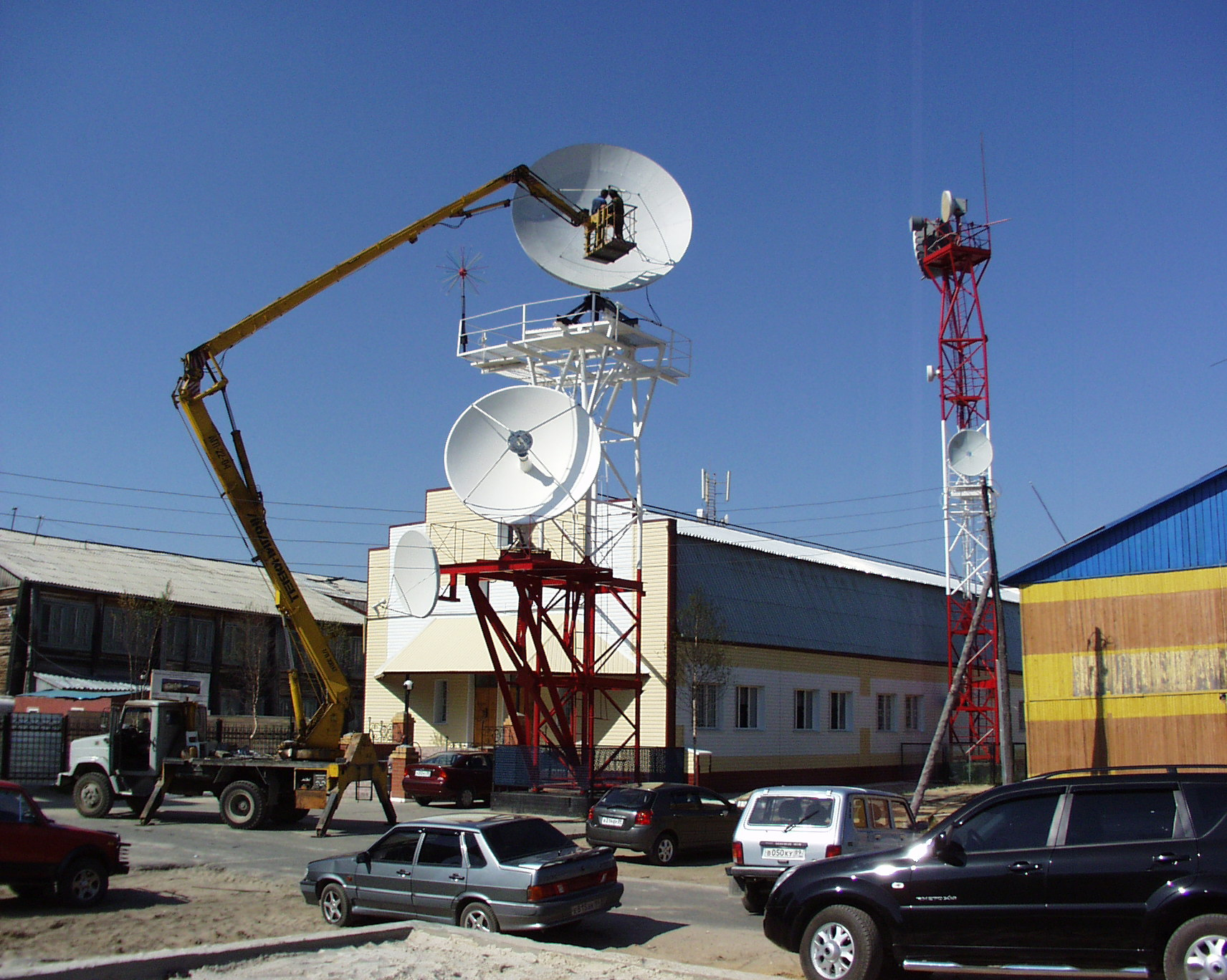
Městská telekomunikační společnost (2007)
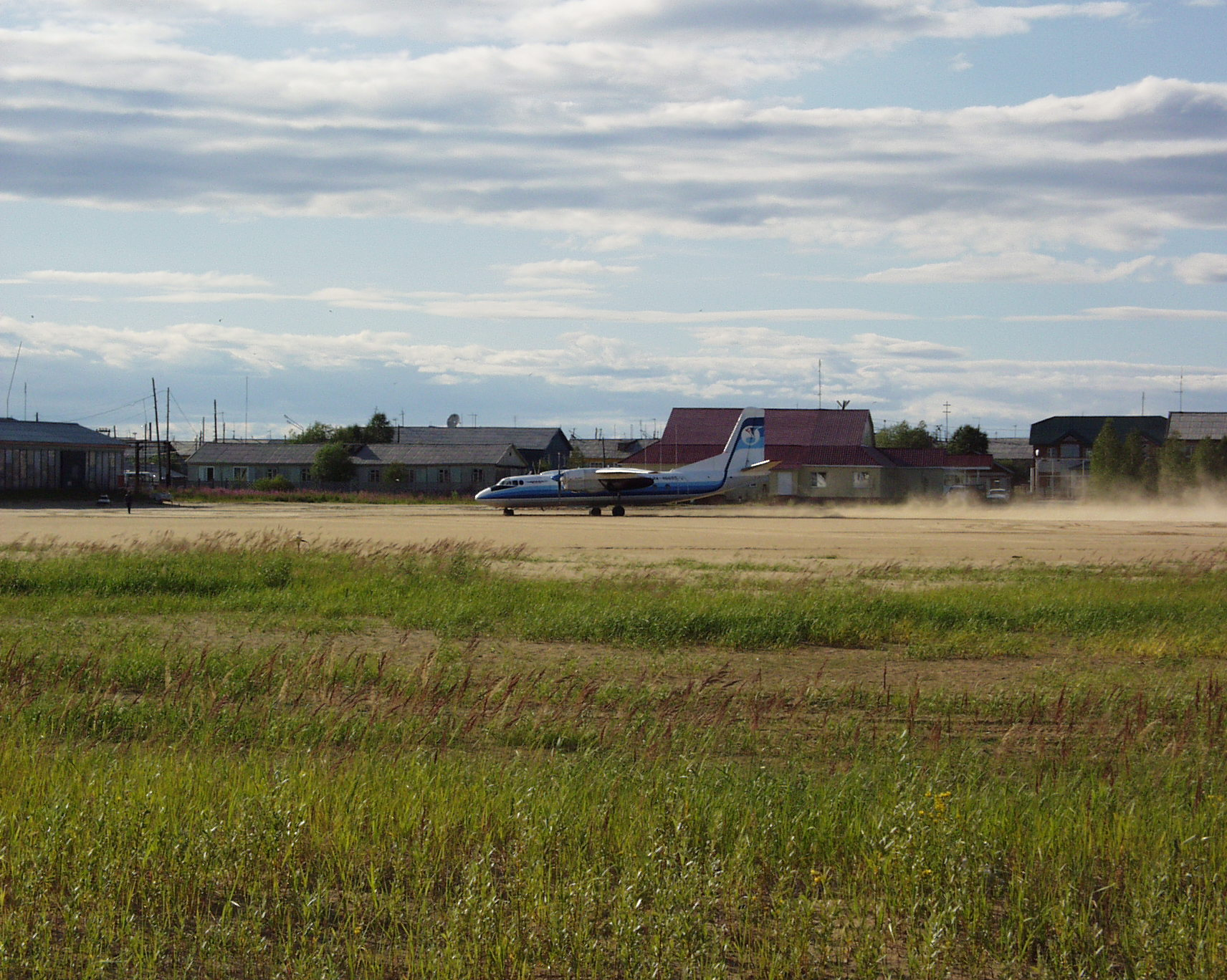
Letecký spoj na Ťumeň (2007)
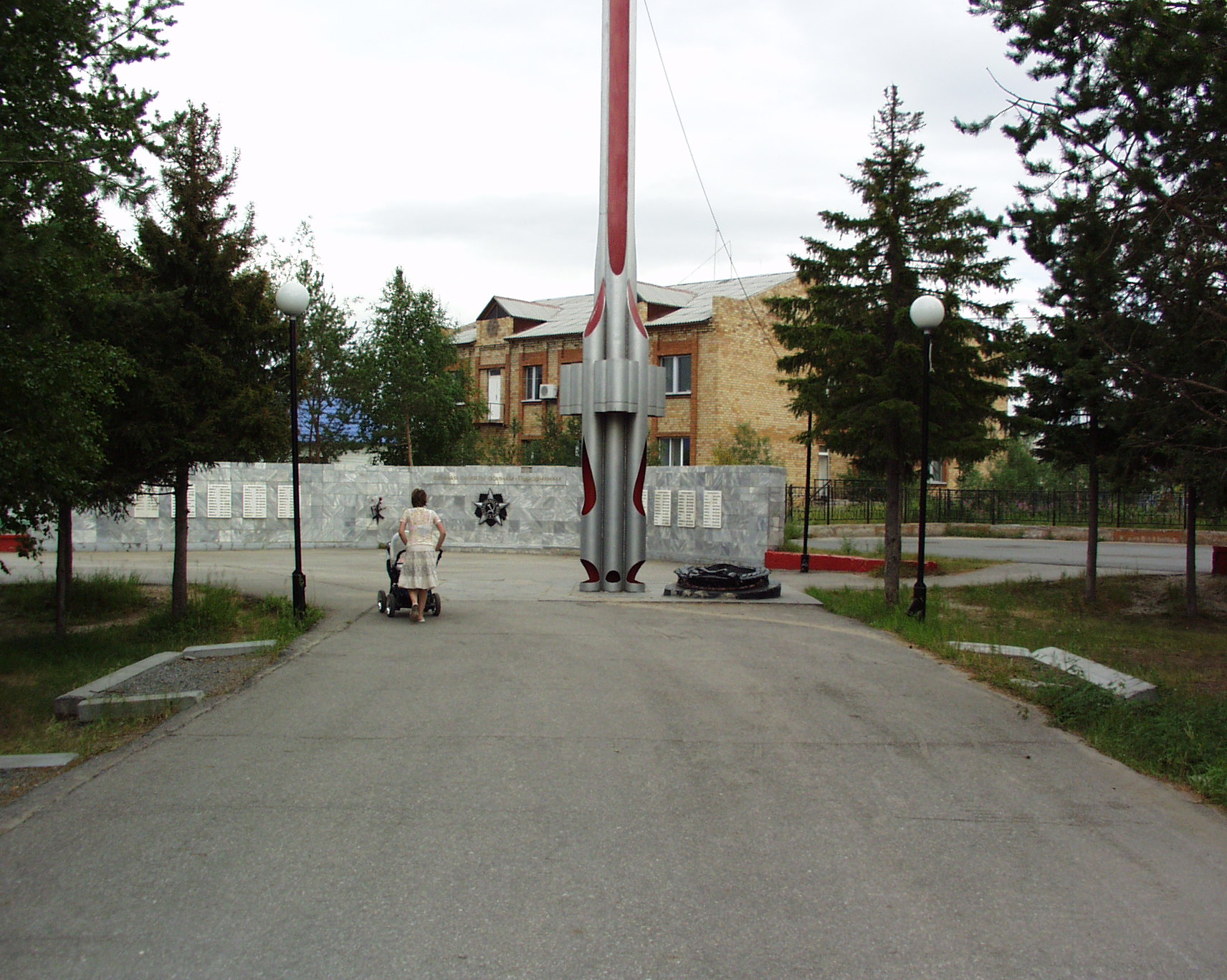
Památník Velké vlastenecké války (2007)
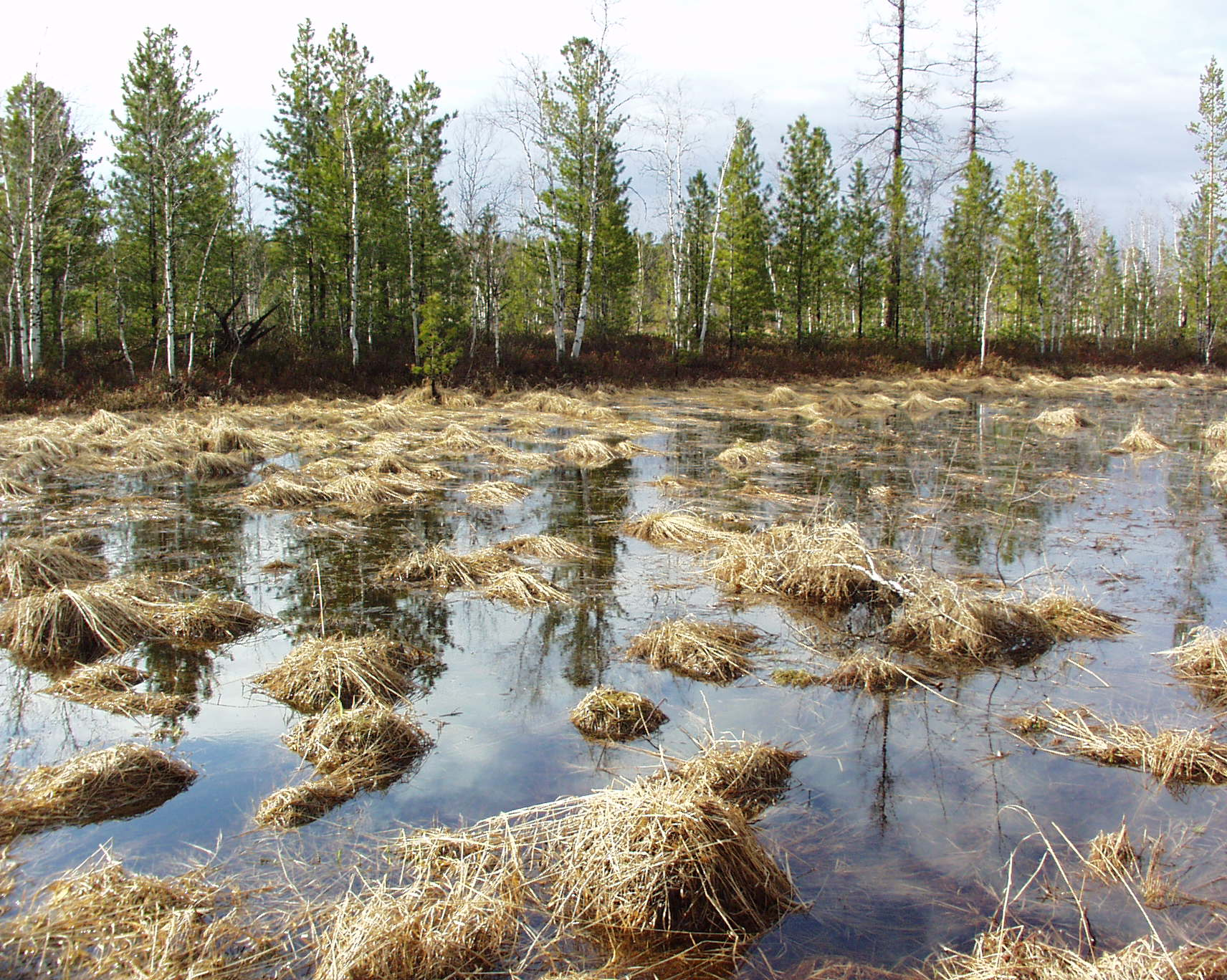
Slatiny v okolí města (2007)
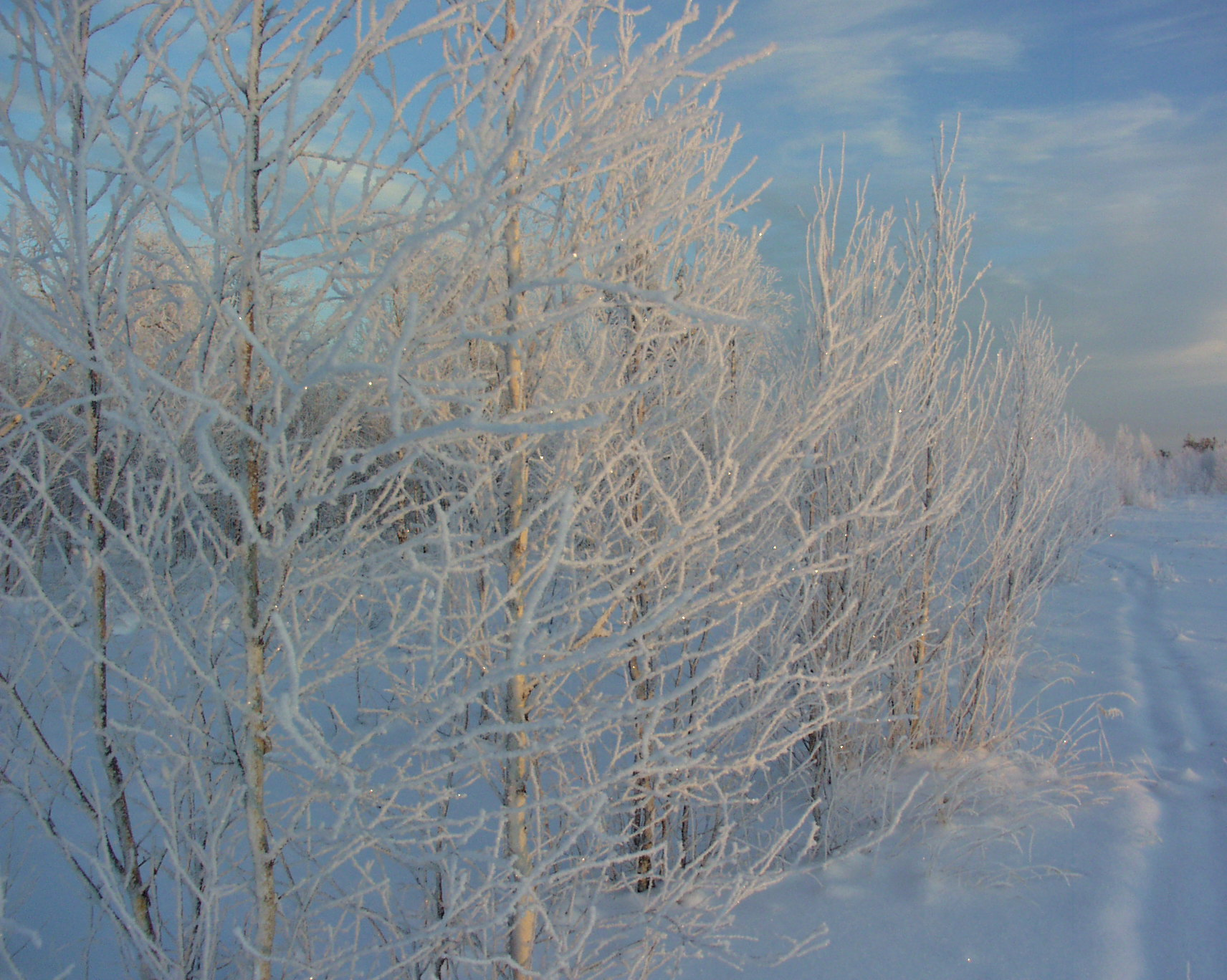
Zasněžené břízy v Tarko-Sale (2016)
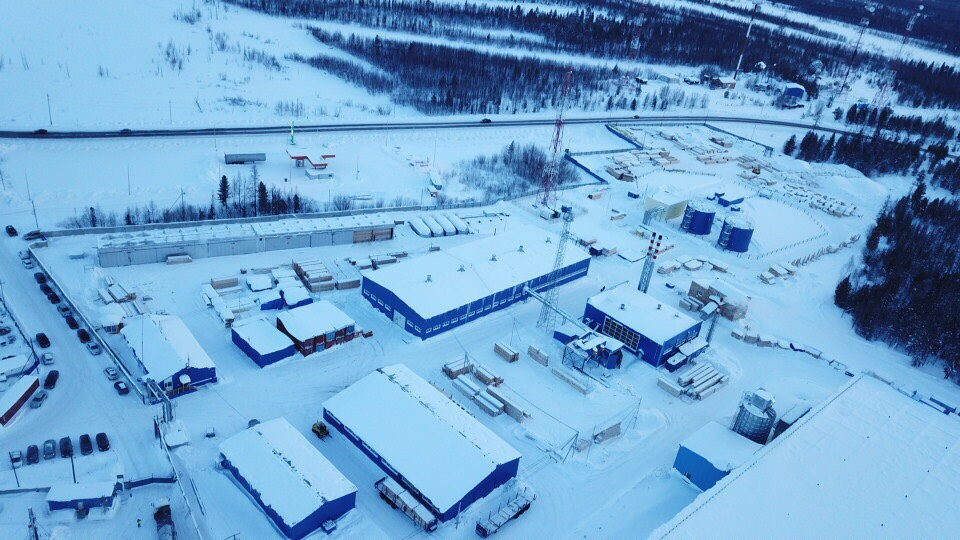
Dřevařský závod Jalpk v Tarko-Sale (2019)